# Philip E. Dawson
Philip E. Dawson ist ein US-amerikanischer Chemiker.
Dawson studierte an der  Washington University in St. Louis mit dem Bachelor-Abschluss in Chemie 1992 und promovierte 1996 am Scripps Research Institute. Als Post-Doktorand war er 1996/97 bei Harry B. Gray und Thomas J. Meade am Caltech. 1997 wurde er Assistant Professor am Skaggs Institute for Chemical Biology des Scripps Research Institute in der Abteilung Zellbiologie, wurde 2005 Associate Professor und 2016 Professor (Abteilung Chemie). Seit 2017 ist er Dekan für Graduate und Postdoctoral Studesan der Skaggs Graduate School of Chemical and Biological Science des Scripps Research Institute.
Er befasst sich mit Methoden unnatürliche chemische Gruppen in Proteine einzuführen, das heißt Gruppen, die nicht auf natürlichem (biologischen) Weg eingebaut werden. Er benutzt die Festkörperphasen-Peptidsynthese, um Peptide mit rund 50 Aminosäuren aufzubauen und dann chemoselektive Reaktionen, um Proteine mit rund 150 Aminosäuren zu synthetisieren (chemische Ligation). Eingefügte nicht-biologische Aminosäuren oder andere chemische Gruppen dienen unter anderem der Untersuchung der molekularen Basis der Proteinfunktionen.
1999 bis 2001 war er Alfred P. Sloan Fellow. 2010 erhielt er den Vincent du Vigneaud Award und 2011 die Max-Bergmann-Medaille für chemoselektive Reaktionen für die Synthese und Markierung von Proteinen. 2013 bis 2018 war er Präsident der American Peptide Society. 2014 erhielt er den Leonidas Zervas Award und 2020 den Akabori Memorial Award der Japanese Peptide Society.

## Schriften (Auswahl)
- mit T. W. Muir, I. Clark-Lewis, S. B. H. Kent: Synthesis of proteins by native chemical ligation, Science, Band 266, 1995, S. 776–779
- mit S. B. H. Kent: Synthesis of native proteins by chemical ligation, Annual Review of Biochemistry, Band 69, 2000, S. 923–960
- mit T. M. Hackering, J. H. Griffin: Protein synthesis by native chemical ligation: expanded scope by using straightforward methodology, Proc. Nat. Acad. Sci. USA, Band 96, 1999, S. 10068–10073
- mit W. R. Algar, Igor Medintz (Hrsg.): Chemoselective and Bioorthogonal Ligation Reactions: Concepts and Applications, Wiley-VCH 2017